# Tướng lĩnh Quân lực Việt Nam Cộng hòa
Trong lịch sử tồn tại của chính quyền Quốc gia Việt Nam (1950-1955) và chính quyền Việt Nam Cộng hòa (1955-1975). Trong quân đội trực thuộc của các chính quyền này (bao gồm các quân nhân đã phục vụ trong Quân đội Pháp, Quân đội Liên hiệp Pháp, kế tiếp là Quân đội Quốc gia, lực lượng vũ trang của các Giáo phái như: Giáo phái Cao Đài, Giáo phái Hòa Hảo và sau cùng là Quân đội Việt Nam Cộng hòa), có 173 vị được phong cấp tướng, trong đó có 74 vị đã từng tu nghiệp lớp Chỉ huy và Tham mưu tại trường Đại học Quân đội Hoa Kỳ (Xem danh sách) và 7 vị tướng Hải quân từng tu nghiệp lớp Chỉ huy và Tham mưu tại trường Cao đẳng Hải chiến Hoa Kỳ. (Xem danh sách)
- 01 Thống tướng[4]
- 05 Đại tướng[5] (Xem danh sách)
- 49 Trung tướng[6] (Xem danh sách)
- 46 Thiếu tướng[7] (Xem danh sách)
- 72 Chuẩn tướng[8] (Xem danh sách)

Trong số này, gần 1/3 tướng lãnh được phong trong giai đoạn 1963-1965.
Sau ngày 30 tháng 4 năm 1975, có 38 tướng lãnh bị tập trung cải tạo, thời gian ngắn nhất là 2 năm và dài nhất là 17 năm. Trong đó: 7 Trung tướng, 11 Thiếu tướng và 20 Chuẩn tướng. (Xem danh sách)

## Liên kết
- Danh sách tướng lĩnh VNCH Lưu trữ ngày 15 tháng 7 năm 2006 tại Wayback Machine